# Perle Pérégrine
Ne pas confondre avec La Pélégrina (L’incomparable) des Youssoupov

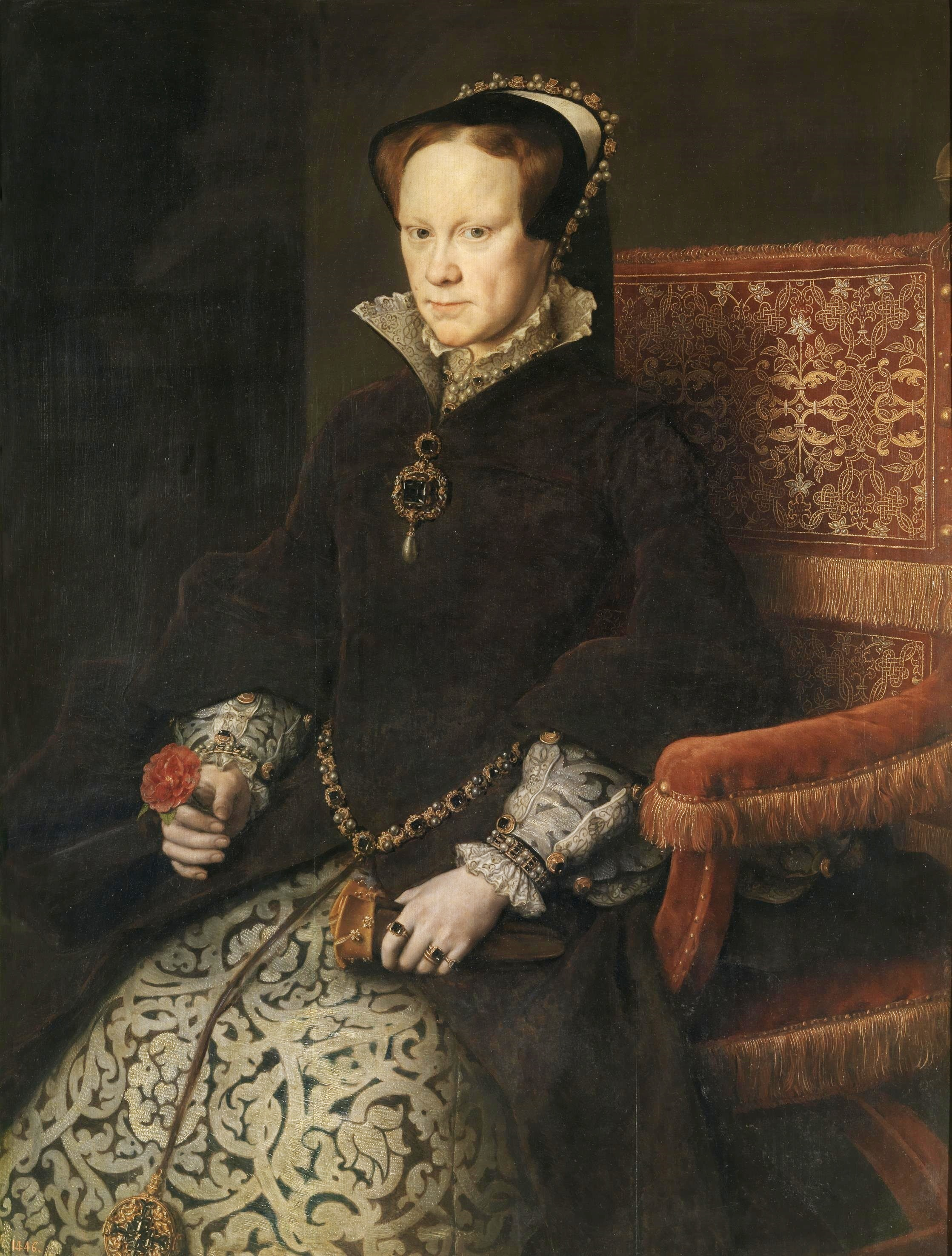
Marie Tudor avec la perle Pérégrine

La perle Pérégrine dite aussi pèlerine ou La Peregrina, est l'une des plus célèbres perles au monde. Son histoire s'étend sur près de 500 ans, depuis sa découverte au milieu du XVIe siècle par un esclave africain dans le golfe de Panama en passant par plusieurs rois et reines européens et, plus récemment, par Elizabeth Taylor,.

## Origine du nom
La « Peregrina » est un mot espagnol qui signifie la « Pèlerine » ou la « Vagabonde ».

## Caractéristiques
Le poids original de cette perle en forme de poire était de 55,95 carats. Au moment de sa découverte, c'était la plus grosse perle jamais trouvée. En 1913, après nettoyage, polissage et taille, son poids passa à 50,56 carats. La Pérégrine reste l'une des plus grosses perles en forme de poire parfaitement symétrique.

## Histoire
La perle est découverte par un esclave africain sur la côte de l'île de Santa Margarita dans le golfe de Panama vers le milieu du XVIe siècle. Certaines histoires racontent que la perle aurait été trouvée en 1513, mais, à cette période, il n'y avait aucun esclave sur l'île. La perle est remise à don Pedro de Temez, l'administrateur de la colonie espagnole de Panama. L'esclave découvreur est remercié en étant affranchi,.
Temez apporte la perle en Espagne et la remet au roi Philippe II. C'est en prévision de son mariage que ce dernier présente « La Peregrina » à Marie Tudor, Reine d'Angleterre. La reine Marie porte la perle sous forme de broche montée en pendentif comme on peut le voir sur le portrait fameux d'Antonio Moro, exposé au musée du Prado à Madrid.
Après sa mort en 1558, la perle retourne à la Couronne d'Espagne, où elle reste en tant que partie des joyaux de la Couronne pendant 250 ans. Elle devient l'un des ornements favoris des reines consorts du moment. Marguerite d'Autriche-Styrie, l'épouse de Philippe III, porte la perle pour la célébration du traité de paix entre l'Espagne et l'Angleterre en 1605. Les portraits peints par Diego Vélasquez montrent que la perle est également prisée par les deux épouses de Philippe IV, Élisabeth de France (Voir La Reine Isabelle de France à cheval) et Marie-Anne d'Autriche,.
En 1808, le frère aîné de Napoléon Ier, Joseph Bonaparte, devient roi d'Espagne. Son règne dure 5 ans et, lorsqu'il est forcé de quitter le royaume après la défaite des forces françaises à la bataille de Vitoria, il emporte quelques bijoux de la Couronne avec lui, dont la Pérégrine. De sa propre volonté, Joseph Bonaparte donne la perle à son neveu Louis-Napoléon, futur empereur Napoléon III. Durant son exil en Angleterre, l'Empereur la vend à James Hamilton, marquis et futur duc d'Abercorn qui l'offre à sa femme Louisa. Le collier est très lourd et il se décroche par deux fois de son cou. La première fois, la perle est perdue dans un sofa au château de Windsor, la seconde durant un bal au palais de Buckingham. Les deux fois, la perle est retrouvée. La perle reste dans la famille Hamilton jusqu'en 1969, date à laquelle elle est vendue aux enchères chez Sotheby's où elle est acquise par Richard Burton pour la somme de 37 000 USD.
Il l'offre à son épouse Elizabeth Taylor à la Saint-Valentin lors de son 37e anniversaire. À un moment, la perle vient à disparaitre de la suite des Burton au Cæsars Palace à Paradise dans le Nevada. Dans son livre Elizabeth Taylor: My Love Affair with Jewelry (Elizabeth Taylor: Mon Histoire d'amour avec les Bijoux), elle écrit :

« À un moment, j'ai descendu la main pour toucher La Peregrina mais elle n'était plus là ! J'ai jeté un coup d’œil sur Richard mais, Dieu merci, il ne me regardait pas. Je suis allée dans la chambre à coucher, me suis effondrée sur le lit, la tête sur l'oreiller, en poussant des gémissements. Lentement et avec beaucoup de précautions, je refis tout l'enchaînement de mes gestes dans la chambre. J'avais ôté mes pantoufles et mes chaussettes, et à quatre pattes sur le sol, je regardais de tout côté dans l'espoir de retrouver la perle. Rien. Je me disais "elle doit être dans le salon, sous le nez de Richard". Qu'est-ce que je vais faire ? Il va me tuer ! Il adore ce bijou. »

Après quelques minutes d'angoisse, Elizabeth Taylor regarde du côté de ses chiots. L'un d'entre eux semblait mâcher un os. L'actrice poursuit :

« J'ouvre à tout hasard la gueule du chiot. À l'intérieur se trouvait la perle la plus parfaite qui soit au monde. Elle ne présentait, Dieu soit loué, aucune rayure. »

Richard Burton fit l'acquisition d'un portrait de la reine Marie portant la perle. Découvrant que la National Portrait Gallery du Royaume-Uni n'avait pas de peinture d'origine représentant la reine, les Burton décidèrent d'en faire don au musée,.
Elizabeth Taylor commande à Cartier, un dessin de collier, afin de créer une parure autour de La Peregrina, composée de perles, de diamants et de rubis. En 2005, Elizabeth la prête à la Smithsonian Institution pour leur exposition « The Allure of Pearls ».
En décembre 2011, la perle Peregrina est vendue, en tant que partie de la collection d'Elizabeth Taylor, lors d'une vente aux enchères chez Christie's à New York, montée sur le collier de diamants créé par Cartier. Sa valeur est estimée à 3 millions de dollars, mais les enchères dépassent largement ce montant et grimpent jusqu'à 10,5 millions, ce qui fait 11,8 millions avec les frais,, soit plus de 300 fois, le montant payé par Richard Burton, en 1969.

## Autres perles célèbres
- Perle Régente
- Perle d'Allah
- Reine des Perles